# Seminar für gelehrte Schulen (Berlin)
Das Seminar für gelehrte Schulen war eine Bildungseinrichtung in Berlin, in der angehende Gymnasiallehrer ihre praktische Berufsausbildung erhielten. Es bestand ab 1787 als erstes säkulares Studienseminar und war zunächst mit den städtischen Gymnasien, später mit der Universität verbunden. Die Initiative zur Gründung (nach dem Vorbild des Philologischen Seminars in Halle) ging von Friedrich Gedike aus, dem Direktor des Friedrichswerderschen Gymnasiums. Als Mitglieder waren jeweils fünf geprüfte Schulamtskandidaten vorgesehen, ihre Ausbildung sah neben der Hospitation auch selbstständigen Unterricht vor. Zur pädagogischen und didaktischen Fundierung fanden regelmäßig Seminarsitzungen statt. Das Seminar wurde zum Vorbild für zahlreiche weitere Ausbildungsstätten in Preußen.

## Direktoren
1. 1787–1803: Friedrich Gedike (1754–1803), als Direktor des Friedrichswerderschen Gymnasiums, ab 1793 des Gymnasiums zum Grauen Kloster
2. 1803–1804: Ernst Gottfried Fischer (1754–1831), interimistisch, als Verwalter des Direktoriums des Gymnasiums zum Grauen Kloster
3. 1804–1812: Johann Joachim Bellermann (1754–1842), als Direktor des Gymnasiums zum Grauen Kloster
4. 1812–1819: Karl Wilhelm Ferdinand Solger (1780–1819), als Professor der Philosophie an der Friedrich-Wilhelms-Universität
5. 1819–1867: August Boeckh (1785–1867), als Professor der „Beredsamkeit und classischen Litteratur“ an der Friedrich-Wilhelms-Universität
6. 1867–1875: Hermann Bonitz (1814–1888), als Direktor des Gymnasiums zum Grauen Kloster
7. 1875–1879: Gustav Kießling (1809–1884), als pensionierter Direktor des Joachimsthalschen Gymnasiums
8. 1879–1894: Gustav Adolf Klix (1822–1894), als Provinzialschulrat in Berlin